# Brandenburger Tor (metrostation)
Brandenburger Tor is een metrostation in de Duitse hoofdstad Berlijn naast het gelijknamige station van de S-Bahn.
Aan het einde van de jaren 1990 begon de aanleg van een westelijke verlenging van metrolijn U5, van de Alexanderplatz via Unter den Linden en het Regierungsviertel naar het centraal station. In 2001 legde het Berlijnse stadsbestuur het project echter stil vanwege een gebrek aan financiële middelen. De bouw van de tunnel tussen het Hauptbahnhof en de Brandenburger Tor was ondertussen grotendeels afgerond. Om te voorkomen dat de door de bondsregering verstrekte subsidie moest worden terugbetaald werd besloten het westelijke, grotendeels reeds aangelegde deel van de verlenging tijdelijk als enkelsporige pendellijn in dienst te nemen onder het lijnnummer U55. Dit lijntje werd op 8 augustus 2009 geopend. Het ontbrekende traject Brandenburger Tor - Alexanderplatz werd pas later aangelegd. Hierbij werd op de kruising Unter den Linden/Friedrichstraße een nieuw overstapstation (U5/U6) met de naam Unter den Linden gebouwd; het bestaande station Unter den Linden werd om deze reden hernoemd tot Brandenburger Tor. Op 4 december 2020 werd de volledige route in gebruik genomen en ging de U55 op in het traject van de U5.